# The Amazing Truth About Queen Raquela
Pour plus de détails, voir Fiche technique et Distribution.
The Amazing Truth About Queen Raquela est un film islandais réalisé par Olaf de Fleur, sorti en 2008.

## Synopsis
Le film suit la vie de Raquela, une femme transgenre aux Philippines qui survit grâce à la prostitution. Elle rêve de visiter Paris et de rencontrer un homme qui l'aimera telle qu'elle est. 
Elle fait la connaissance d'un photographe, Johnny K. qui cherche des femmes transgenres pour un site internet. Ce site appartient à un Américain, Michael, et il est maintenu à Bangkok par Miss Rose. Une correspondante par messages électroniques, Valerie, lui permet d'obtenir un visa islandais, et Michael l'emmène à Paris. Mais elle devra retourner à son ancienne vie aux Philippines.

## Fiche technique
- Titre : The Amazing Truth About Queen Raquela
- Réalisation : Olaf de Fleur
- Scénario : Olaf de Fleur et Benedikt Jóhannesson
- Musique : Pavel E. Smid
- Photographie : Butch Maddul
- Montage : Olaf de Fleur, Benedikt Jóhannesson et Dagur Kári
- Production : Arleen Cuevas, Olaf de Fleur, Stefan C. Schaefer et Helgi Sverrisson
- Société de production : Cicala Filmworks, Nimbus Film Productions et Poppoli Pictures
- Société de distribution : Regent Releasing (en) (États-Unis)
- Pays :  Islande,  Philippines,  France et  Thaïlande
- Genre : Drame
- Durée : 80 minutes
- Dates de sortie : 
  -  Islande : 10 octobre 2008

## Distribution
- Raquela Rios : elle-même
- Stefan C. Schaefer : Ardilo, Michael (as Stefan Schaefer)
- Olivia Galudo : Olivia (as Via Galudo)
- Brax Villa : Aubrey
- Valerie Grand Einarsson : Vala Einarsson (as Valeria Grand Einarsson) (as Valerie Grand)
- Amor Alingasa : Amor
- Raniel Dave Balasabas : une amie de Raquela jeune
- Ren Christian Balasabas : Raquela jeune
- Margret Eggertsdottir : gardienne de chevaux
- Edith Galudo : la mère de Via
- Marcus Kalberer : Johnny K

## Récompenses
- Cinemanila International Film Festival 2008 : grand prix du jury
- Teddy Award 2008
- New York Lesbian and Gay Film Festival 2008 : meilleur film de fiction étranger